# Château de Gavray
Le château de Gavray est un ancien château fort, de la fin du XIe siècle, dont les ruines se dressent sur l'ancienne commune française de Gavray au sein de la commune nouvelle de Gavray-sur-Sienne dans le département de la Manche, en région Normandie. Il fut le centre de la vicomté de Gavray.

## Localisation
Les vestiges du château ducal, puis royal, sont situés sur une butte de grès et de poudingues, isolé sur trois côtés, qui domine au sud le bourg de Gavray, dans le département français de la Manche. Occupant une position clé aux marges méridionales du Cotentin, et dominant la vallée de la Sienne, il avait pour fonction de protéger tout le sud de la péninsule.

## Historique
En 1042, Gavray est le siège d'une vicomté. Le château, bâti sur des propriétés de Guillaume le Conquérant, est attesté dans un texte de 1091, date à laquelle il est renforcé par Henri Ier Beauclerc. C'est Henri II Plantagenêt qui lui donnera son meilleur aspect défensif avec l'adjonction de divers ouvrages et d'une barbacane.
À la mort de Guillaume le Conquérant, la gestion du comté du Cotentin, avec la forteresse de Gavray comme pivot défensif, est confiée, par ses frères, au cadet, Henri Ier Beauclerc. Henri qui est devenu, en 1100, roi d'Angleterre à la suite de son frère Guillaume le Roux et en 1106, duc de Normandie, au détriment de son frère aîné, Robert Courteheuse, à la suite de la défaite de ce dernier à la bataille de Tinchebray, fait, en 1123, renforcer l'enceinte de la forteresse.
En 1203, Jean sans Terre en fait renforcer les défenses. À cette époque la place a pour capitaine Robert de Trégoz, avant sa prise par le roi de France, Philippe Auguste lors de la reconquête du duché de Normandie. La place passe, en 1204, dans le domaine royal. Philippe Auguste en confie le commandement à un capitaine gascon, Hugues de Botignac, les normands n'étant pas sûrs.
Relevant alors du grand bailliage de Cotentin, la forteresse est au XIVe siècle, l'objet de travaux : réfection de bâtiments et des toitures, restauration de la chapelle, etc.. En 1324, Blanche de Bourgogne, épouse de Charles IV, convaincue d'adultère, y est transférée après avoir passé dix ans en détention à Château-Gaillard à la suite de l'affaire de la tour de Nesle, avant d'être autorisée à se retirer à l'abbaye de Maubuisson où elle meurt peu après.
Au début de la guerre de Cent Ans, Gavray est une place forte navarraise. Jeanne de Navarre, mère de Charles le Mauvais, l'avait reçu en 1328 à titre d'indemnité. Ce dernier, vers le milieu du XIVe siècle, lui donne son aspect définitif en renforçant également la forteresse. La place devient l'une des plus fortes de Normandie, et le roi de Navarre en fait l'une de ses résidences favorites. À cette époque, il est fait mention du donjon, de la barbacane, du pont-levis, d'une citerne, etc. Froissart (v. 1337-1410) le qualifie de plus beau château de Normandie ; il jouera un rôle important pendant le conflit entre les rois de France et d'Angleterre.
Bertrand du Guesclin et l'amiral Jean de Vienne, sous l'autorité du roi de France, Charles V, assiègent Gavray en 1378, et construisent pour cela une bastide,. La place, une fois enlevée, est démantelée, et perd son donjon ainsi qu'une bonne partie de ses remparts. Le château est réoccupé, en 1417, par les troupes anglaises. Celles-ci renforcent les fortifications, construisent un nouveau donjon, et dotent la place d'une garnison forte de 70 hommes. En 1449, le château est à nouveau assiégé dans le cadre de la campagne de Normandie par Arthur de Richemont et Jacques de Luxembourg, et malgré l'artillerie de Charles VII et trois assauts successifs, la place résistera une semaine. Repassée dans le domaine royal, la forteresse est, dès 1467, prise par les Bretons. Les Français la reprendront l'année suivante.
Le château sera démantelé à la suite de la déclaration de Nantes, du 31 juillet 1626, par laquelle Louis XIII, sur le conseil de Richelieu, publie l'ordonnance « pour le rasement et démolition de toutes sortes de fortifications des villes et châteaux qui ne sont aux frontières et importants au royaume ». Il était déjà totalement ruiné en 1615.
Des fouilles archéologiques, menées de 1982 à 1990, ont permis de déterminer que la forteresse était encore occupée au XVIIe siècle. Elle sera par la suite abandonnée et servira comme carrière de pierres.
Il fallut attendre 2001 pour que les derniers vestiges du château de Gavray soient restaurés et consolidés, et le site ouvert à la visite.
Les capitaines de Gavray
À la tête de chacune des places fortes on trouve un capitaine qui est nommé par le pouvoir en place.
Pour Gavray, sous Charles le Mauvais il s'agit d'un certain Fernando d'Ayens ou Ayenz également gouverneur du Cotentin, sous Charles V Jehan de Couvran, sous Henri VI d'Angleterre Andrew Trolopp, et sous Charles VII Jacques de Luxembourg.

## Description

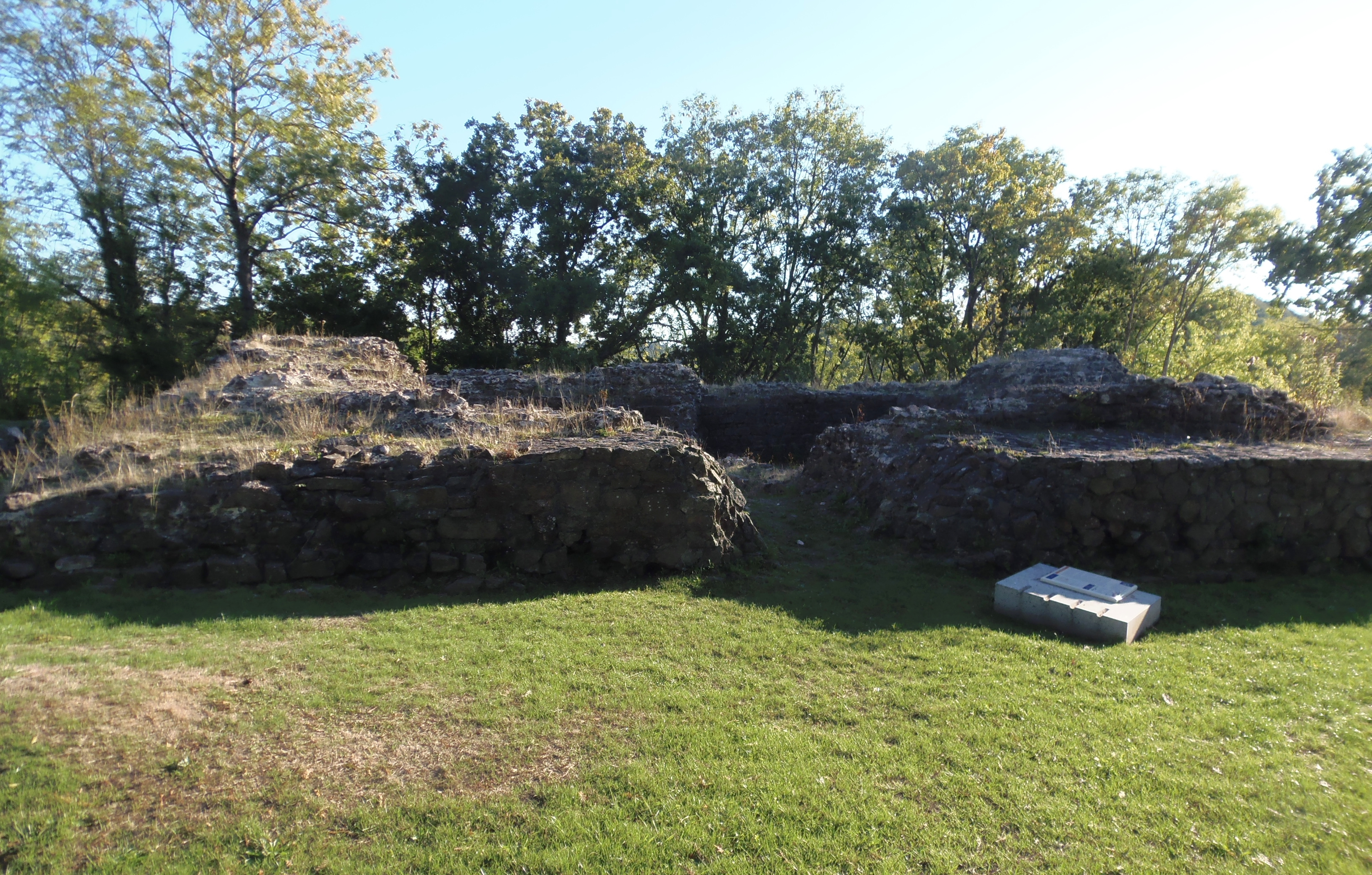
Les vestiges du donjon.

Il ne subsiste aujourd'hui du château de Gavray qui se présentent sous la forme d'un grand triangle défensif précédé d'une barbacane construite sous Henri II, que quelques rares vestiges, une grosse tour ronde, édifié au début du XIIe siècle par Henri Ier Beauclerc, la base arasé du donjon carré du XIVe siècle, des fragments de la courtine, l'emplacement de la basse-cour, ainsi que les traces d'un silo à grains, permettant aux défenseurs de soutenir un siège. Sa courtine irrégulière était flanqué de tours — trois circulaires et deux en fer à cheval —, et son donjon accolé à la courtine.
Le front nord, le plus menacé, du côté du bourg, était défendu par quatre tours rondes ou semi-circulaires. Le front sud, surplombant la vallée de la Bérence, qui a conservé une hauteur de rempart de plus de 6 mètres, était moins défendue. La forteresse, avec son organisation, fait penser au château d'Arques, et pourrait, avec son donjon assis sur la courtine et ses flanquements irréguliers, être l'un des jalons entre les donjons romans aux châteaux de Gisors, puis Château-Gaillard.

## Visites
Les ruines, depuis 2011, peuvent être visitées librement.

## Possesseurs successifs
- Ducs de Normandie (des origines à 1204)
- Rois de France (1204-1328)
- Rois de Navarre (1328-1449)
- Rois de France (1449-XVIIe siècle)